# Richard Umberg
Richard Umberg (* 10. Mai 1950 in Glarus) ist ein Schweizer Leichtathlet und Trainer.

## Werdegang
Richard Umberg wuchs in Nidfurn auf und ist seit der Rekrutenschule in der Region Bern und Freiburg sesshaft.
Er war Mittel- und Langstreckenlauftrainer, Konditionstrainer im Tennis, Ski alpin, Snowboard, Fussball etc. und Schweizer Nationaltrainer im Leichtathletikverband SLV. Umberg konnte fünfmal den Schweizer Marathonmeistertitel erringen und wurde als langjähriger Trainer der Spitzensportlerin Franziska Rochat-Moser bekannt.
Er trainiert heute noch seine Tochter Vera Notz-Umberg, die ebenfalls neunfache Schweizer Meisterin über 3000 Meter Halle, 5000 Meter, 10 km Strasse, Halbmarathon und Siegerin des Post-Cups 2005 ist.

## Auszeichnungen
- Im Jahr 1997 wurde er vom Schweizer Leichtathletik-Verband als «Leichtathletiktrainer der Schweiz des Jahres 1997» ausgezeichnet.

## Grösste sportliche Erfolge
- Schweizer Meister im Marathonlauf 1977 / 1979 / 1981 / 1985 / 1987
- Schweizer Bestleistung 1980 im Marathon 2:16:13 h und 2:14:28 h
- Persönliche Marathonbestzeit 2:13:37 h 1984
- Schweizer Rekord über 25 km 1:18:56,6 h 1978
- 18. Rang am Europameisterschafts-Marathon in Athen GRE 1982
- 25 Länderkämpfe 1973–1989
- Sieger der Marathonläufe in Biel SUI (1976), Melbourne AUS (1986), Cesano Boscone ITA (1988),
- Sieger in der Mastersklasse beim Chicago-Marathon USA (1990) und Duluth-Marathon USA (1991)
- 31 Marathonläufe unter 2:20:00 h
- 25 «Top Ten»-Klassierungen an internationalen Marathonläufen

## Trainertätigkeiten und -erfolge
- Triathletin Caroline Steffen (3. Rang Ironman Switzerland 2008, Vizeweltmeisterin Triathlon Langdistanz 2016)
- 2002 – Mitglied der Fachgruppe Ausdauer von Swiss Olympic
- 2001 – Trainingsberater im Swiss Olympic Medical Center (SOMC) in Bad Ragaz SG
- 1989–2001 Trainer von Franziska Rochat-Moser, u. a. Siegerin des New-York-City-Marathons 1997 und Schweizer Rekordhalterin
- 1997 Auszeichnung als «Leichtathletik-Trainer des Jahres 1997» des Schweizerischen Leichtathletik-Verbands (SLV)
- 1996–1997 Konditionstrainer der Tennisspielerin Martina Hingis
- 1993–1996 Nationaltrainer Marathon/Halbmarathon/Berglauf/Gehen des Schweizerischen Leichtathletik-Verbands (SLV)

### Coaching-Einsätze mit der Schweizer Leichtathletiknationalmannschaft
- 1990
  - 15-km-WM Frauen Dublin
- 1992
  - Olympische Spiele Barcelona
- 1993
  - Crosslauf-Weltmeisterschaften 1993 Amorebieta-Etxano
  - Leichtathletik-Weltmeisterschaften Stuttgart
  - Halbmarathon-Weltmeisterschaften Brüssel
  - Marathon-Weltcup San Sebastian
- 1994
  - Crosslauf-Weltmeisterschaften Budapest
  - Halbmarathon-Weltmeisterschaften Oslo
- 1995
  - Leichtathletik-Weltmeisterschaften Göteborg
  - Berglauf-World-Trophy Edinburgh
  - Halbmarathon-Weltmeisterschaften Montbéliard
- 1996
  - Olympische Spiele Atlanta
  - Berglauf-World-Trophy Telfes
  - Halbmarathon-Weltmeisterschaften Palma
- 1997
  - Leichtathletik-Weltmeisterschaften Athen (persönlicher Coach von Franziska Rochat-Moser)
- 1998
  - Halbmarathon-Weltmeisterschaften Uster (persönlicher Coach von Franziska Rochat-Moser)